# Cvikov
Cvikov (in tedesco Zwickau in Böhmen) è una città della Repubblica Ceca facente parte del distretto di Česká Lípa, nella regione di Liberec.